# ROSE Online
ROSE Online, или Rush On Seven Episodes Online (на корейски: 로즈 온라인) е MMORPG игра, разработена от корейската компания Triggersoft и публикувана от Gravity Corp. Играта има три отделни разработки – jROSE, naROSE и idROSE. Първата се разработва от Faith Inc. и е достъпна само за японски играчи, втората се разработва от Gravity Interactive и е достъпна за целия свят, а третата се разработва от PT Serenity Mega Media и е достъпна само за индонезийски играчи.

## Геймплей
Геймплейът е характерния за онлайн компютърна ролева игра с голям брой играчи и включва боеве срещу различни противници, придобиване на опит, нови умения и екипировка.

## Хронология
Януари 2004: ROSE Korea (kROSE) започва бета тест под името „Seven Hearts Online“ (S.H.O.).
15 септември 2004: kROSE преминава в публичен бета тест под ново име: R.O.S.E. Online.
24 септември 2004: ROSE Japan (jROSE) започва отворен бета тест.
1 януари 2005: International ROSE (iROSE) започва отворен бета тест.
20 януари 2005: kROSE е официално реализирана.
28 април 2005: Taiwan ROSE (twROSE) започва затворен бета тест.
15 май 2005: Ресет на iROSE.
Юни 2005: Philippine ROSE (pROSE) и twROSE преминават в отворен бета тест.
7 юли 2005: jROSE е официално реализирана.
1 август 2005: jROSE преминава в pay to play обслужване.
31 август 2005: iROSE е официално затворена.
1 септември 2005: ROSE North America (naROSE) започва затворен бета тест.
29 септември 2005: ROSE Europe (euROSE) започва затворен бета тест.
7 октомври 2005: euROSE и naROSE преминават в отворен бета тест.
10 ноември 2005: euROSE преминава в pay to play обслужване.
1 декември 2005: naROSE преминава в pay to play обслужване.
31 януари 2006: euROSE е затворена поради фалит на Gamesrouter. Всички игри, хоствани от Gamesrouter са затворени също.
10 март 2006: twROSE е затворена.
1 май 2006: jROSE става безплатна.
22 юни 2006: jROSE се променя на ROSE Evolution.
10 август 2006: euROSE се обединява с pROSE.
12 август 2006: kROSE се променя на ROSE Evolution. kROSE става безплатна.
17 август 2006: pROSE се променя на ROSE Evolution.
24 август 2006: naROSE се променя на ROSE Evolution.
18 април 2007: pROSE става безплатна.
25 април 2007: kROSE е затворена.
26 юни 2007: Европейските играчи вече нямат достъп до pROSE.
Лято 2007: Gravity Interactive, Inc. придобива права да разработва naROSE.
6 август 2007: pROSE официално е затворена.
25 декември 2007: jROSE променя името си от ROSE Evolution на ROSE Legend.
17 март 2008: ROSE Indonesia (idROSE) започва затворен бета тест.
1 април 2008: idROSE започва отворен бета тест.
29 юли 2008: naROSE става безплатна.
29 септември 2008: naROSE ще бъде официално затворена.